# Bellevuestadion, Västerås

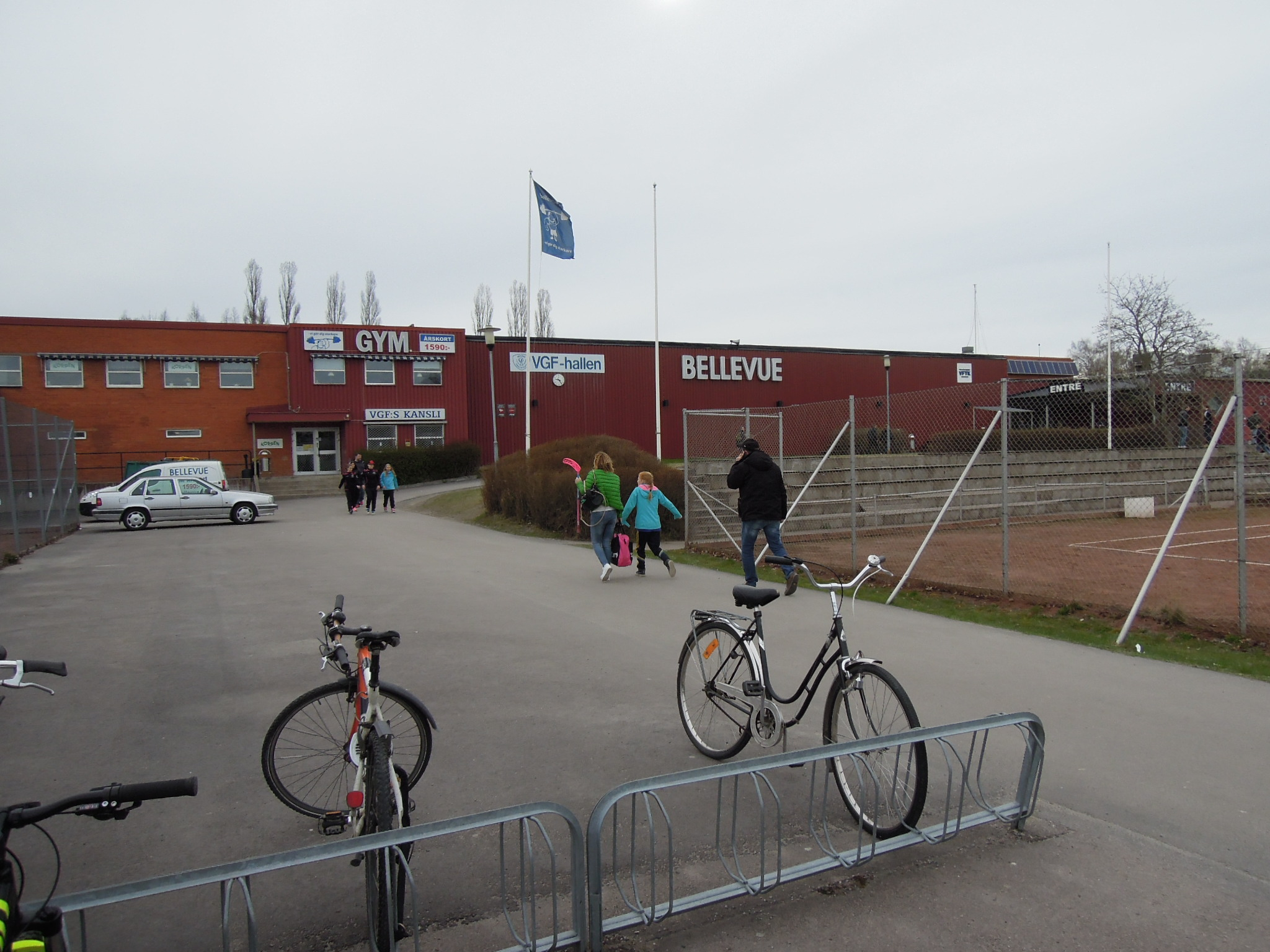
Bellevuestadion.

Ej att förväxla med Bellevuestadion, Malmö
Bellevuestadion är Västerås största idrottsanläggning på 15 000 kvadratmeter. Här finns hallar för squash, tennis, badminton, bowling, gymnastik, bordtennis, styrketräning, padel, bowling och innebandy. 
På området drivs också café och sportshop. 
Huvudbyggnaden uppfördes 1974 och bestod då av 6 tennisbanor, 8 squashbanor, 18 badmintonbanor och 10 bowlingbanor. Under åren har flera om och tillbyggnader gjorts t. ex. 1980 byggdes gymnastikhallen, 1988 byggdes ABB-hallen (fullstor sporthall med läktare), 1989 utökades bowlingavdelningen till 20 banor, 2001 byggdes Nya Hallen (fullstor sporthall) och 2003 byggdes första delen av gymmet. Sedan augusti 2017 disponeras hallen enligt följande: 12 badmintonbanor, 6 tennisbanor, 4 squashbanor, 20 bowlingbanor, 2 padelbana, 1 sporthall (40 x 20), 1 gym, 2 gymnastikhallar (en för redskap och en för trupp). Utomhus finns 4 tennisbanor med grusbeläggning samt 1 padelbana. Dessutom har ett flertal föreningar sina kansli/klubblokaler på anläggningen.  
Bland idrottsklubbarna finns följande klubbar representerade
- BK Fermé (bowlingklubb)
- BK Frisk (bowlingklubb)
- BK Stjärnan (bowlingklubb)
- Pensionärernas Bowlingklubb
- Västerås Badmintonförening
- Västerås Bordtennisklubb
- Västerås Tennisklubb
- Västerås Gymnastikförening
- Västerås SK Bowlingklubb
- Västerås Squash Club